# Ochranné pásmo lesa
Ochranné pásmo lesa je ochranné pásmo stanovené k ochraně lesa. V aktuální české legislativě toto pásmo není výslovně pojmenováno, ale pouze od 15. prosince 1995 fakticky zavedeno. Stanoveno je třicetimetrové pásmo kolem okraje lesa pro dotčenost orgánu státní správy lesů při řízeních podle stavebního zákona a padesátimetrové pásmo pro zákaz otevřených ohňů. 

## Česká republika

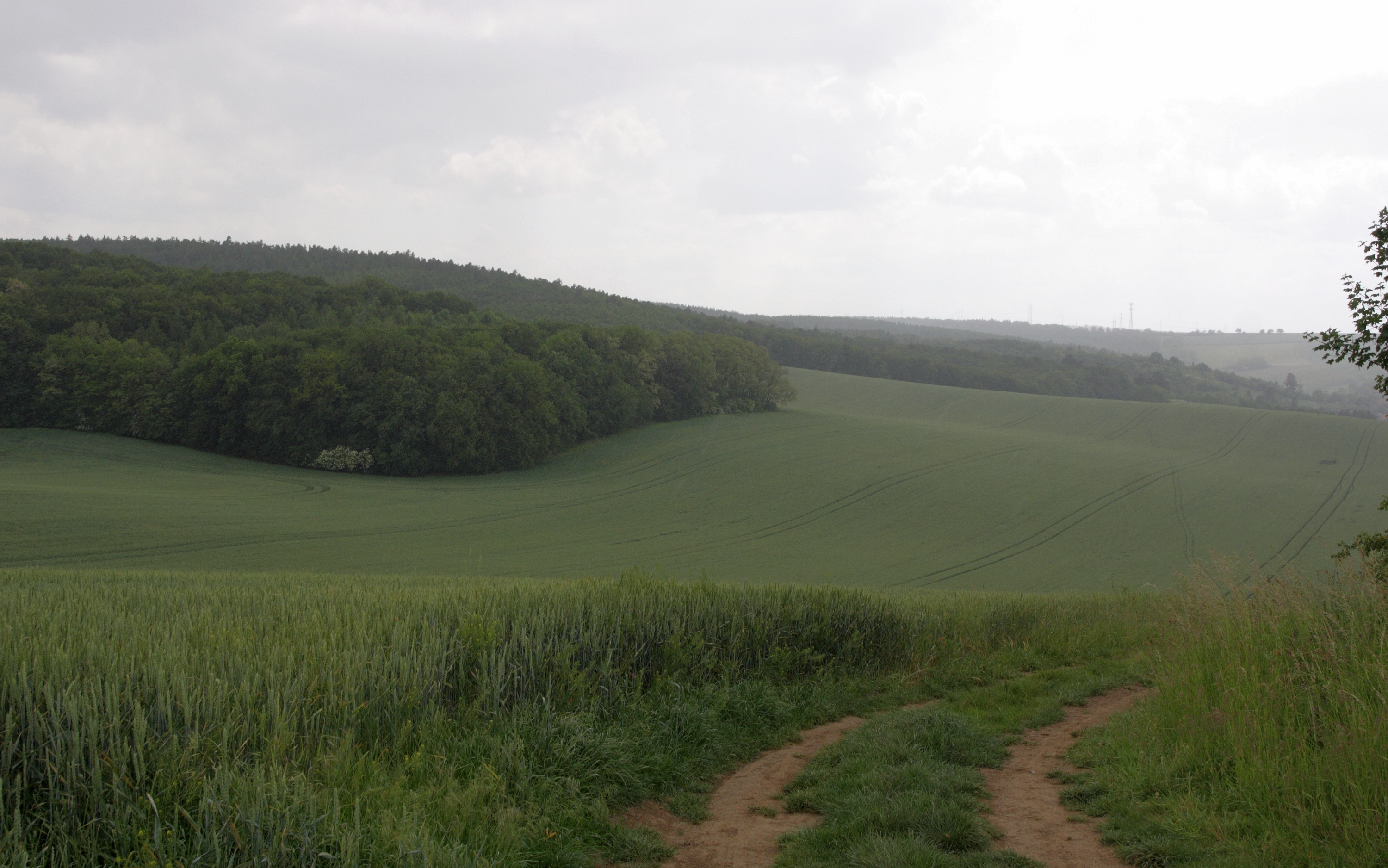
Okraj Ždánického lesa v Středomoravských Karpatech

V České republice zákon 289/1995 Sb., o lesích, pojem „ochranného pásma lesa“ přímo nezavádí ani nepoužívá, zavádí však regulaci, která ochranné pásmo vytváří de facto. Ve dvou ustanoveních se zavádějí omezení, která platí ve vzdálenosti 30 metrů od okraje lesa. Běžně se však pro toto pásmo název „ochranné pásmo“ používá. 
Podle § 14 odst. 2 lesního zákona dotýká-li se řízení podle stavebního nebo horního zákona pozemků do vzdálenosti 30 m od okraje lesa, je k rozhodnutí nutné závazné stanovisko orgánu státní správy lesů, ve kterém lze stanovit podmínky v zájmu ochrany lesa. Závazné stanovisko vydávají dle § 48 odst. 2 zákona o lesích obecní úřady obcí s rozšířenou působností. 
Zákon o lesích však nestanoví konkrétní podmínky pro udělení souhlasného závazného stanoviska a ponechává tak vyhodnocení mnoha možných faktorů plně na správním úřadu, který může vycházet z obecného vymezení účelu zákona, jak je vymezen v jeho úvodu. Dle možného výkladu je vždy nutno posoudit, zda má být po umístění stavby zachována existence lesa a zda plnění funkcí lesa nebude stavbou nijak ohroženo či omezeno. Případné nesouhlasné závazné stanovisko orgánu státní správy lesů musí mít oporu v zákonných ustanoveních lesního zákona a lze dovozovat, že jej nelze vydat jen z titulu blízkosti k okraji lesa, pokud nebude vlastník lesa nijak stavbou omezován v obhospodařování svého lesa ani pro stavbu a její užívání nevzniknou hrozby ze strany lesního pozemku ve smyslu § 22 zákona o lesích. Rovněž orgán státní správy lesů nemůže vydat nesouhlasné závazné stanovisko z titulu, že umístění stavby není v souladu s územně plánovací dokumentací. Lze si přestavit nesouhlas například z důvodu omezení dopravní obslužnosti pozemků určených k plnění funkci lesa nebo nesouhlas se stavbou oplocení na hranici sousedního pozemku s lesním, protože lesní zákon obecně zakazuje oplocovat les a podle rozsudku Nejvyššího správního soudu z roku 2011 e tento zákaz vztahuje i na částečné oplocení lesa.
Vzdáleností 50 metrů od okraje lesa je vymezen zákaz rozdělávat nebo udržovat otevřené ohně v § 20 odst. 2, jeho porušení fyzickou osobou při obecném užívání lesa je sankcionováno jako přestupek podle § 53 odst. 1 písm. o), kde je skutková podstata rozšířena o odhazování hořících nebo doutnajících předmětů, které je však výslovně zakázáno pouze v lese, nikoliv u lesa. 

### Snaha o zmenšení pásma
Ochranné pásmo pro záměry podle stavebního zákona činilo do konce roku 2023 50 m od okraje lesa. 
V roce 2016 poslanec Pavel Čihák za ANO 2011 navrhoval zmenšit ochranné pásmo lesa z 50 metrů na 30 metrů, a to formou pozměňovacího návrhu k vládnímu návrhu novely zákona o obchodu s reprodukčním materiálem lesních dřevin. Přitom navrhoval, aby pásmo ve vzdálenosti do 30 metrů od okraje lesa bylo ze zákona nezastavitelné a aby výjimku ze zákazu bylo možno udělit jen pro stavby celospolečenského zájmu za podmínky nemožnosti jiného řešení. Zároveň navrhoval uzákonit nejméně 6metrový odstup lesního porostu od hranice lesního pozemku, pokud sousední pozemek není pozemkem určeným k plnění funkcí lesa. Navržené řešení bylo inspirováno saským lesním zákonem. Pásmo 50 metrů pro zákaz otevřených ohňů jeho návrh neměnil. Zpravodaj zákona i ministr vyjádřili k bloku pozměňovacích návrhů Pavla Čiháka negativní stanovisko, z přítomných 144 poslanců bylo 29 pro návrh a 100 proti návrhu.
Zmenšení ochranného pásma se do novely lesního zákona dostalo jako součást vládního návrhu zákona o jednotném environmentálním stanovisku.

## Československo
Předchozí, československý zákon o lesích č. 61/1977 Sb. pro žádný z těchto účelů (řízení podle stavebního zákona, rozdělávání ohňů) žádná podobná pásma nestanovil, ostatně vůbec se nezabýval ani obecným užíváním lesa a jeho podmínkami. Předchozí zákon č. 166/1960 Sb., o lesích a lesním hospodářství (lesní zákon), obsahoval v § 43 odst. 2 zákaz rozdělávat otevřené ohně v lese a do 50 m od jeho okraje. 
Rakouský císařský patent 250/1852 ř. z., lesní zákon, pro korunní země Rakousy pod Enží a nad Enží, Salcbursko, Štyrsko, Korutany, Krajinsko, Gorici, Gradišťku, Istrii, Terst, Tyrolsko a Vorarlbersko, Čechy, Moravu, Slezsko, Halič s Krakovskem a pro Bukovinu, který platil v českých zemích až do roku 1960, nic na způsob ochranného pásma nedefinuje. Podmínek užívání otevřeného ohně se týká § 44: „Zděláli se v lesích nebo v kraji lesů oheň nebo užívá-li se tam věcí pro oheň nebezpečných, má se při tom s největší opatrností předse jíti.“